# Uromacer
Uromacer — рід змій родини полозових (Colubridae). Представники цього роду мешкають на Гаїті та на сусідніх островах.

## Опис
Представники роду Uromacer — великі і середнього розміру змії з вузьким тілом, довжина яких становить приблизно 1 метр. Вони живуть в тропічних лісах, полюють на анолісів та на інших ящірок.

## Види
Рід Uromacer нараховує 3 види:
- Uromacer catesbyi (Schlegel, 1837)
- Uromacer frenatus (Günther, 1865)
- Uromacer oxyrhynchus A.M.C. Duméril, Bibron & A.H.A. Duméril, 1854

## Етимологія
Наукова назва роду Uromacer походить від сполучення слів дав.-гр. ουρα — хвіст і μακρος — довгий.